# Per San Martino la sementa del poverino
Per San Martino la sementa del poverino è un proverbio popolare molto antico a sfondo religioso, ma anche laico, diffuso in molte zone d'Italia, che riguarda una festività e le abitudini del mondo agricolo.

## San Martino e la semina
Abitualmente, chi non ha soldi, semina tardi, anche perché non può permettersi grandi aiuti e quindi alla fine raccoglierà una ben misera messe.

## San Martino e il vino
Considerando le differenze climatiche, una buona potatura può essere fatta da novembre a marzo, ossia dal momento in cui la vite non ha più uva fino a quando le gemme si muovono.

## San Martino e le fave
(dialettale siciliano)
"A San Martino, fave e lino."

Questo è il momento ideale per la semina di altri tipi di piante, sempre considerando due fattori importanti, quali la latitudine e le gelate. Per il lino vi sono due periodi indicati: uno è autunnale l'altro è primaverile.

## San Martino e le oche
(dialettale piemontese)
"Oche, castagne e vino, tieni tutto per San Martino."

Quando il 12 novembre incominciava il periodo dell'Avvento che presentava usanze e riti simili alla Quaresima, il giorno precedente la festività di San Martino era sfruttato per abbondanti mangiate e bevute tanto che nell'Istria veniva chiamato il giorno degli imbriagoni.

## San Martino e gli ubriachi
(dialettale romagnolo)
"Per San Martino s'ubriaca il grande e il piccino."

Una vecchia usanza prevedeva che tutti, compresi i bambini, mangiassero le castagne e bevessero vino. Secondo alcuni storici questa festa fu ereditata dai latini che la rinominarono Brumalia, mentre in seguito i cristiani la definirono Martinalia.